# Vuurland, Antarctica en Zuid-Atlantische eilanden
Vuurland, Antarctica en Zuid-Atlantische eilanden (Spaans: Tierra del Fuego, Antártida e Islas del Atlántico Sur) is de meest zuidelijke van de 23 provincies van Argentinië.
De provincie heeft volgens Argentijnse claims een oppervlakte van 987.168 km², waarvan 21.571 km² (het Argentijnse deel van de archipel Vuurland) daadwerkelijk door Argentinië bestuurd worden. De provincie heeft 169.183 inwoners (2019).

## Departementen
De provincie is verdeeld in drie
departementen:
| Nr. | Departement | Departement           | Hoofdplaats | Inwoners | Oppervlakte |
| --- | ----------- | --------------------- | ----------- | -------- | ----------- |
| 1   |             | Río Grande            | Río Grande  | 55.131   | 12.181 km²  |
| 2   |             | Ushuaia               | Ushuaia     | 45.785   | 9.390 km²   |
| 3   |             | Argentijns Antarctica |             | ca. 250  | 965.597 km² |

| Betwistgebied | Betwistgebied | Betwistgebied                                                                                                 | Betwistgebied                                                                                                 | Betwistgebied                                                                                                 | Betwistgebied                                                                                                 |
| ------------- | ------------- | --- | --- | --- | --- |
| 4             |               | Zuid-Atlantische eilanden (Falklandeilanden (Islas Malvinas), Zuid-Georgië en de Zuidelijke Sandwicheilanden) | Zuid-Atlantische eilanden (Falklandeilanden (Islas Malvinas), Zuid-Georgië en de Zuidelijke Sandwicheilanden) | Zuid-Atlantische eilanden (Falklandeilanden (Islas Malvinas), Zuid-Georgië en de Zuidelijke Sandwicheilanden) | Zuid-Atlantische eilanden (Falklandeilanden (Islas Malvinas), Zuid-Georgië en de Zuidelijke Sandwicheilanden) |

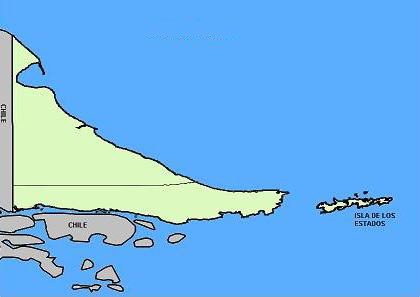
Bestuurlijke indeling van Vuurland

Alleen de eerste twee worden daadwerkelijk door Argentinië bestuurd. De Zuid-Atlantische eilanden worden bestuurd door het Verenigd Koninkrijk, en Argentijns-Antarctica wordt deels geclaimd door Chili en het Verenigd Koninkrijk.

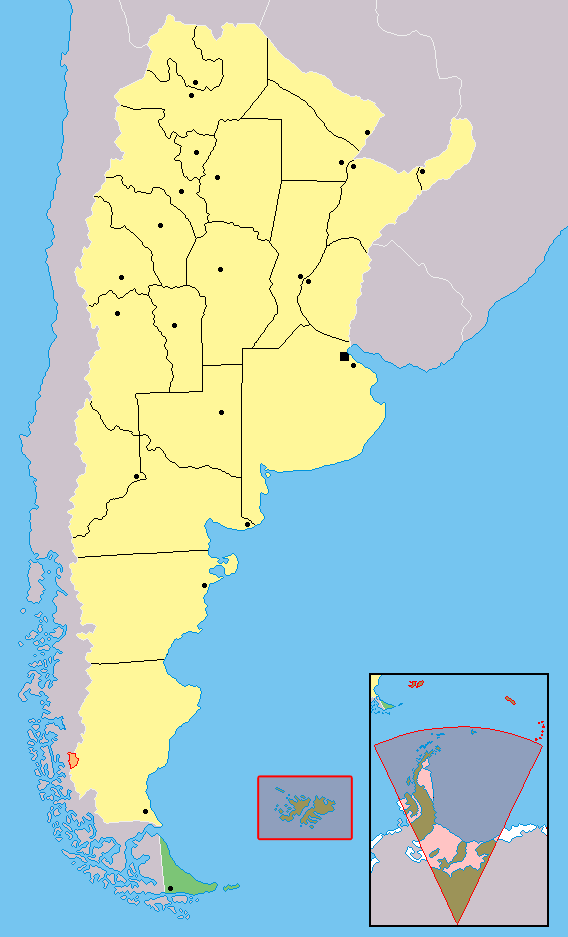
Kaart van de provincie inclusief claims